# 原始藏緬族
原始藏緬族（英語：Proto-Tibeto-Burman people），為使用原始藏緬語的古代族群。藏族、羌族、緬族等藏緬語系民族，皆為原始藏緬族後裔。
主流學說認為原始藏緬族即是原始漢藏族，原始漢族最先由原始漢藏族分化出去，餘下未分化的族群改稱為原始藏緬族。

## 概論
白保羅與馬蒂索夫等支持漢藏語系學說的語言學者認為，藏語、緬語與漢語等現代族群有共同先祖，稱為原始漢藏族。最早從原始漢藏族中分離出去的，為原始漢族。在西元前6000年至4000年間，原始漢族分支出去之後，原有的原始漢藏族，仍然保持使用原始漢藏語，但因為漢族已經分化離開，此後改稱為原始藏緬族。原始藏緬族沿著黃河、長江等河谷，向上游及下游發展。當時包括阿爾泰民族、漢族、南島民族、壯侗語族與南亞民族等已經形成，原始藏緬族與這些民族交會後，逐漸產生分化，進一步分支出藏族、羌族等不同民族。
語言學者白桂思認為，原始藏緬族與原始漢族是兩隻獨立併行發展的族群，不源自共同先祖。

## 分化過程
原始漢族在黃河中游分化出去之後，原始藏緬族居住在原始漢族周圍，被視為野蠻外族，有羌、氐羌、戎狄等不同稱呼。在中國山西、陝西、河南、甘肅一帶的古羌人，學者認為就是原始藏緬族之一。中華人民共和國學者馮時認為，殷商甲骨文中的人方以及西周所稱的東夷，即是藏緬族中的彝族。
古羌人一部份被原始漢族吸納，一部份成為匈奴所屬。在漢朝時，其餘殘留的部落形成西羌、氐人、黨項、藏族等。一部分部落往新疆發展，被大月氏、烏孫吸納。
在漢朝時，在漢朝西南的原始藏緬族，被稱為西南夷，與南島民族、壯侗民族、苗傜族等交會，逐步向亞洲南方擴展，在西元500年左右，原始藏緬族最終抵達中南半島與印度南方。隨著漢朝南擴，一部份藏緬族被吸納到漢族之中，其餘族群則形成彝族與緬族等不同分支。

## 考古遺址
大地灣文化、馬家窑文化與齊家文化可能是由原始藏緬族創造。